# Motore monocilindrico diviso

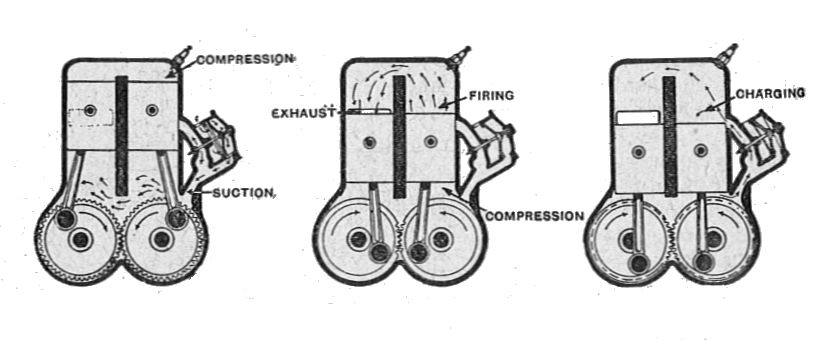
Motore monosplit utilizzato dall'auto DBS Valveless dal 1908 al 1915

Nei motori a combustione interna, un design monocilindrico diviso è un tipo di motore a due tempi in cui due cilindri condividono un'unica camera di combustione.
Il primo motore monocilindrico diviso in produzione è stato costruito nel 1918 e il design è stato utilizzato su diverse motociclette ed auto fino alla metà degli anni '50, sebbene una società abbia continuato a produrre motori monocilindrici divisi per motocicli fino al 1970. Durante questo periodo, il design è stato occasionalmente utilizzato anche per motori con quattro o più cilindri.

## Principio di funzionamento

Principio operativo

Il monocilindrico diviso utilizza un ciclo a due tempi (cioè dove ogni corsa in discesa produce potenza) con le seguenti fasi:
1. I pistoni viaggiano verso l'alto, comprimendo la miscela aria-carburante in entrambi i cilindri. Una candela accende la miscela (nel cilindro sul lato destro nell'animazione) quando i pistoni sono vicino alla parte superiore dei cilindri.
2. La pressione della miscela aria-carburante accesa spinge entrambi i pistoni verso il basso. Vicino al fondo della corsa, una luce di scarico viene esposta (nel cilindro di sinistra nell'animazione), provocando l'uscita dei gas di scarico da entrambi i cilindri.[1] Allo stesso tempo, la luce di aspirazione è esposta sull'altro cilindro, provocando l'aspirazione di una miscela aria fresca-carburante (che è stata pressurizzata nel basamento dal movimento verso il basso dei pistoni) per il ciclo successivo.

## Caratteristiche
Il vantaggio del motore monocilindrico diviso rispetto a un motore a due tempi convenzionale è che il monocilindrico diviso può fornire una migliore evacuazione dei gas di scarico riducendo al minimo la perdita di carica di carburante / aria fresca incombusta attraverso la luce di scarico. Di conseguenza, un motore monocilindrico diviso può offrire una migliore economia e può funzionare meglio con piccole aperture dell'acceleratore. Uno svantaggio dello monocilindrico diviso è che, per un miglioramento solo marginale rispetto a un motore monocilindrico, un motore monocilindrico diviso è più grande, più pesante e più costoso. Poiché un produttore potrebbe produrre un motore bicilindrico convenzionale a un costo simile a un motore monomotore split, un motore a due cilindri è solitamente un design più economico e in termini di spazio. La maggior parte dei motori utilizzava una sola camera di combustione (cioè due cilindri), tuttavia alcuni motori utilizzavano due camere di combustione (cioè quattro cilindri) o più.
I progetti iniziali dei motori monocilindrici divisi dal 1905 al 1939 utilizzavano una singola biella a forma di Y oa forma di V. Esternamente, questi motori apparivano molto simili a un convenzionale motore monocilindrico a due tempi; avevano uno scarico, un carburatore al solito posto dietro i cilindri e una candela.
Dopo la seconda guerra mondiale, meccanismi interni più sofisticati migliorarono l'affidabilità meccanica e portarono il carburatore a essere posizionato davanti alla canna, nascosto sotto e di lato allo scarico. Un esempio di questa disposizione è stata utilizzata sul Puch 250 SGS del 1953-1969.
I primi motori che utilizzavano un layout "side-by-side" (con il carburatore in posizione "normale" dietro il cilindro) avevano problemi di lubrificazione e inquinamento simili a quelli dei motori a due tempi convenzionali dell'epoca, tuttavia i progetti rivisti dopo la seconda guerra mondiale affrontato questi problemi.

## Esempi precedenti alla seconda guerra mondiale

### Lucas
Il primo motore monocilindrico diviso è stato il Lucas, costruito nel Regno Unito nel 1905.  Utilizzava 2 alberi a gomiti separati collegati da ingranaggi per azionare 2 pistoni separati, in modo che il motore avesse un perfetto bilanciamento primario.
Dal 1911 al 1914, l'ingegnere italiano Adalberto Garelli brevettò un monomotore sdoppiato che utilizzava un'unica biella e un lungo perno da polso che passava attraverso entrambi i pistoni. Garelli Motorcycles si è formata dopo la prima guerra mondiale e ha prodotto un motore motociclistico monocilindrico diviso da 350 cc per uso stradale e da corsa dal 1918 al 1926.

### Trojan
Il Trojan a due tempi, utilizzato dal 1913 nell'auto Trojan nel Regno Unito, è stato inventato in modo indipendente ma ora sarebbe descritto come uno monocilindrico diviso. Le foto di un modello "gemello" del 1927 al London Science Museum mostrano gli interni. La disposizione "avanti e indietro" dei cilindri significa che la biella a forma di V deve flettersi leggermente ad ogni giro. A differenza dei motori motociclistici tedesco/austriaci, questo motore era raffreddato ad acqua. Le normative sulla potenza fiscale nel Regno Unito hanno comportato una tassa di circolazione inferiore per il Trojan rispetto a un motore convenzionale di cilindrata simile.
In seguito Trojan realizzò anche un altro motore monocilindrico diviso con i cilindri disposti a "V". L'insolito design del "V6" prevedeva due serie di cilindri singoli divisi (4 cilindri in totale) su un banco della V e due cilindri del soffiatore di lavaggio sull'altro banco del V.

### Puch
Dopo la fine della prima guerra mondiale, l'industria austriaca ha lottato per riprendersi. L'ingegnere italiano Giovanni Marcellino arrivò allo stabilimento principale di Puch con l'istruzione di concludere le operazioni. Invece di liquidare la fabbrica, si stabilì in città e progettò e iniziò la produzione di un nuovo motore monocilindrico diviso, che debuttò nella motocicletta da corsa Puch LM del 1923. Influenzato dai motori industriali a pistoni opposti, il motore Puch aveva fasatura asimmetrica e pistoni disposti uno dietro l'altro (invece della disposizione laterale usata da Garelli). Per evitare la flessione della biella, il cuscinetto di estremità piccola del pistone di aspirazione del radiatore era disposto per scorrere leggermente avanti e indietro nel pistone. Nel 1931 Puch vinse il Gran Premio di Germania con uno monocilindrico diviso sovralimentato. Nel 1935, una versione a quattro cilindri del design a cilindri divisi di Puch erogava 15 CV (10 kW) ed è stato utilizzato nelle motociclette.

### Corse automobilistiche
Dal 1931 al 1939, le motociclette da corsa DKW alimentate da motori monocilindrici divisi hanno dominato le classi da corsa Lightweight e Junior.
Alla 500 Miglia di Indianapolis del 1931 e del 1932, Leon Duray gareggiò con auto alimentate dal motore Duray U16 a 16 cilindri utilizzando un design a cilindri divisi.
Nel 1935, l'auto del Gran Premio di Monaco-Trossi fu costruita con un motore radiale a 16 cilindri utilizzando un design a cilindri divisi.

## Esempi del secondo dopoguerra

### Puch
La produzione e le corse in monocilindrico diviso di Puch furono riprese nel 1949 e un motore monocilindrico diviso è stato utilizzato nel modello Puch 125T.
Il Puch 250 SGS del 1953-1969 (venduto negli Stati Uniti da Sears come "Allstate 250" o "Twingle") utilizzato con un sistema migliorato di una biella incernierata sul retro dell'altra. Questi motori utilizzano tipicamente il pistone anteriore per controllare sia le luci di aspirazione che quelle di scarico, con l'interessante risultato che il carburatore si trovava nella parte anteriore del motore, sotto e di lato allo scarico. Il pistone posteriore controllava la porta di trasferimento dal carter al cilindro. Questi modelli erano sempre più dotati di una pompa di miscelazione dell'olio, alimentata da un serbatoio incorporato nel serbatoio della benzina. Alcuni hanno anche un sistema di accensione a doppia candela che accende una camera di combustione a forma di otto. Le migliorie hanno domato, se non addirittura eliminato, il precedente problema di incrostazione dei cilindri a due tempi. Un totale di 38.584 motociclette Puch 250 SGS furono prodotte tra il 1953 e il 1970.
Puch ha cessato la produzione di motori monocilindrici divisi intorno al 1970.

### Motociclette EMC
EMC Motorcycles nel Regno Unito ha prodotto un motore monocilindrico diviso da 350 cc utilizzato nel 1947-1952 EMC 350. Dopo il 1948 il motore fu anche dotato di una pompa dell'olio controllata dall'acceleratore, che erogava olio per due tempi nel carburante a una velocità variabile a seconda dell'apertura dell'acceleratore, invece di dover pre-miscelare l'olio nel carburante.

### Iso Autoveicoli
Il produttore italiano ha iniziato a produrre un monocilindrico diviso da 236 cc nel 1952 per la loro motocicletta Iso Moto. Questo motore è stato poi utilizzato nella bubble car Iso Isetta dal 1953 al 1956.

### Triumph-Werke Nürnberg
La Triumph-Werke Nürnberg (TWN) in Germania iniziò la produzione di un motore monocilindrico diviso per le loro motociclette nel 1946. Il TWN BDG 250 da 250 cm³ ei modelli TWN BDG 500 da 500 cm³, prodotti dal 1946 al 1957, usavano una biella a forma di Y, quindi i pistoni sono "fianco a fianco", rendendo il motore leggermente diverso visivamente da un normale due tempi. Altri modelli monocilindrici divisi di TWN erano il TWN Cornet del 1954-1957 (200 cc con impianto elettrico a 12 volt e senza motorino d'avviamento), il TWN Boss del 1953-1957 (350 cc) e lo scooter Contessa del 1954-1957 (200 cc). La forma a bulbo dello scarico della Cornet e Boss è una caratteristica TWN a due tempi, non collegata al motore monocilindrico diviso. Tutta la produzione di motociclette TWN cessò nel 1957.